# Comunità del Garda
La Comunità del Garda è un ente territoriale interregionale con finalità pubbliche e competenza territoriale, unico in Italia, in quanto nato giuridicamente come associazione che riunisce i comuni del lago di Garda, per perseguire le finalità attinenti allo sviluppo del territorio. Ha sede a Salò, in provincia di Brescia, in Via Francesco Calsone, 5.
Fanno parte del territorio della Comunità del Garda i comuni nei pressi del lago che appartengono alle province di Brescia, Mantova, Verona e a quella autonoma di Trento.

## Gli scopi statutari
La Comunità del Garda, con delibera della propria assemblea generale, si è definita Ente territoriale interregionale e, nel panorama politico istituzionale della nazione, rappresenta una novità della governance territoriale. Essa mantiene infatti l'antico ruolo di autonomia dei comuni associati per valorizzare la regione gardesana e richiamare la sua centralità economica, culturale, turistica e ambientale. Tale centralità è alternativa alla perifericità rispetto alle regioni di appartenenza e ai loro più lontani centri decisionali e di governo, con i quali peraltro la Comunità del Garda collabora e si integra affermando l'importanza del lago di Garda e la sua vocazione di lago europeo. Nel territorio della Comunità del Garda infatti, durante il semestre turistico, si contano venti milioni di presenze, in larga parte europee, come risulta in modo certo dalle registrazioni ufficiali.
La Comunità del Garda persegue il proprio scopo di tutela, valorizzazione e sviluppo del territorio del bacino del lago di Garda:
- favorendo la crescita della coscienza comunitaria nella popolazione gardesana;
- proponendo soluzioni ai problemi di natura ambientale, territoriale, paesistica, sociale, culturale ed economica;
- predisponendo programmi coordinati in attuazione degli indirizzi e assumendo iniziative per il conseguimento degli obiettivi;
- promuovendo ed esercitando attività di carattere unitario nell'interesse degli enti associati e della popolazione gardesana;
- collaborando con le autorità preposte alla regolazione dei livelli delle acque del lago ai fini di un corretto equilibrio tra gli usi plurimi delle acque del lago;
- partecipando al funzionamento dell'Autorità interregionale per il Garda e allo svolgimento di compiti di carattere unitario da essa attribuiti;
- sollecitando l'apporto delle forze politiche, sociali, economiche, culturali nonché degli operatori pubblici e privati;
- esercitando le deleghe conferite dagli enti associati o da enti sovraordinati, dalle Regioni e dallo Stato;
- adottando ogni altra iniziativa che valga a far progredire il livello e la qualità della vita nel territorio della comunità (dall'art.3 dello statuto).

## Il documento programmatico
Nel documento politico programmatico, approvato dagli organi comunitari, sono enunciati gli obiettivi strategici per la Comunità e la regione del Garda.
In particolare:
- "La Comunità deve affrontare il futuro del Garda guardando alto e lontano, deve occuparsi di una visione generale del territorio come di un unicum, partendo dal bene comune delle acque".
- "Il Garda deve poter governare, senza egoismi ma anche senza subire soprusi, la gestione dei livelli delle proprie acque, delle acquisizioni dall'Adige e delle cessioni al mantovano. Agire affinché venga istituita un'autorità di bacino, per un corretto sistema di gestione di acque e territorio nel quadro di un corretto rapporto tra le acque del lago e i sistemi fluviali connessi e riequilibrare il sistema con maggiore vantaggio per il lago stesso".
- "Si deve controllare permanentemente la qualità delle acque del Garda realizzando un Istituto Limnologico del Garda, da affidare a uomini di scienza, attenti al breve e lungo periodo, capaci di indagare i malanni e proporre le cure".
- "[…] va affrontato con lungimiranza il problema della navigazione pubblica" […] "anche la navigazione da diporto va riesaminata alla luce di nuove prospettive e tendenze".
- "Importante è la sicurezza sul lago" […] "anche per i bagnanti e le spiagge".
- "deve essere affrontato il problema dell'assistenza e della sicurezza".
- "Le coste del lago non devono più essere camionabili".
- "Il problema della mobilità va affrontato globalmente per tutta l'area. È certo dovere della Comunità affrontare il problema sempre più importante della grande viabilità e delle comunicazioni".
- "Le due gardesane […] necessitano di notevoli potenziamenti e riordini".
- "La regione del Garda, che rappresenta tanta parte del turismo del nord dell'Italia, va monitorizzata, tenuta sotto controllo per tempo, sulle sue tendenze e sviluppi, attraverso un Osservatorio permanente, capace di dare risposte scientifiche alla domanda di informazione, ricerca, e novità".

## Una lunga storia

### I precursori
Nel lontano febbraio del 1907 nasce la Pro Benaco, quando la parte trentina era impero austroungarico, per la valorizzazione unitaria del Garda.
Il 10 novembre 1946 nasce l'Ente del Garda, consorzio interprovinciale veneto-lombardo-tridentino, con sede a Gardone Riviera; scopo dell'ente è promuovere, coordinare ed incrementare in armonia con gli organismi locali interessati, le attività che, in qualsiasi campo, interessino la zona del Garda, ed in ispecie, quelle che riguardano le comunicazioni della zona ed i suoi collegamenti con i centri limitrofi, lo sviluppo delle attrezzature alberghiere, le manifestazioni ed attività artistiche, commerciali, industriali, turistiche, che possano attrarre ed aumentare l'afflusso e la permanenza dei visitatori, le correnti dei traffici, la valorizzazione della zona e delle sue stazioni climatiche, e dei suoi centri industriali ed agricoli, al di sopra di ogni antagonismo locale (ex art. 2 dello statuto).

### Nasce il Comitato permanente
Il 3 aprile 1955, maturata l'esigenza di promuovere un'entità che consenta di porre rimedio alla frammentazione amministrativa, una costituente in rappresentanza di Comuni rivieraschi, Province di Brescia, Mantova, Trento e Verona e altri enti provinciali, decide di dare vita a un Comitato permanente di coordinamento, denominato Comunità del Garda, con Presidente l'avv. Luigi Buffatti, allora Presidente della provincia di Verona, e Segretario generale il prof. Giovanni Dean.

### La nuova Comunità
Dal 1965, constatando la necessità di dare un maggior ruolo alla Comunità e di dotarla di una struttura locale, inizia un ampio dibattito tra i sindaci gardesani, dalle pagine del Corriere del Garda, da incontri con le associazioni locali, promosse dal giovane sindaco di Gardone Riviera, Aventino Frau. Con l'accordo del Presidente Buffatti e il sostegno del prof. Dean, si avvia il processo di rifondazione della stessa Comunità. Questo lavoro sarà la base del grande convegno di studio, svoltosi a Gardone Riviera il 14 e 15 ottobre 1967, sullo “Sviluppo economico della regione del Garda” organizzato dal Comune di Gardone Riviera e coordinato da Aventino Frau. Tale convegno, che ha coinvolto le realtà gardesane ma anche le autorità provinciali (le regioni ancora non esistevano), ha dato l'avvio alla nuova Comunità, in continuità con la precedente e con l'elezione, nel gennaio 1968, di Frau alla presidenza.

### Il grande piano di tutela delle acque
La Comunità avverte che è necessario adottare una serie di misure preventive atte a scongiurare "un grave pericolo incombente" e prima che accada la "rottura dell'equilibrio esistente" per le acque del lago.
Nel 1968 inizia il grande lavoro per la tutela delle acque del Garda, sostenute dalla presenza dell'on. Mario Pedini come responsabile per la ricerca scientifica nel Governo Leone, che diede un aiuto sostanziale per il grande progetto delle opere di depurazione delle acque del territorio gardesano poi portato a compimento.
Il Ministero finanzia uno studio interdisciplinare affidato all'IRSA (Istituto di Ricerca sulle Acque, ), diretto dal prof. Roberto Passino, sullo stato di salute del lago di Garda con la collaborazione del CNR e della prof. Livia Tonolli. Da qui nasceranno, per merito della Comunità, le grandi opere di disinquinamento, il collettore, l'impianto di depurazione, i Consorzi Garda Uno e Garda Veronese.
Dopo un primo tentativo il 18 dicembre 1970 di presentazione a Camera e Senato di proposte di legge tendenti a conferire alla Comunità veste e poteri di ente pubblico, l'11 gennaio 1972 (a Villa Alba, Gardone Riviera) una seconda assemblea costituente trasforma la Comunità in un ente associativo, definendone compiti, organizzazione e ambito territoriale, e perfezionandone il carattere rappresentativo.
Contemporaneamente, per la preziosa collaborazione della Società di progettazione Technital, la Comunità fa partire un piano di ricerca sugli interventi coordinati, che diventa una sorta di potenziale piano di sviluppo del Garda.

### L'autorità interregionale per il Garda
Un momento importante che segna un'ulteriore crescita è dato, dopo la nascita delle Regioni, dalla realizzazione del protocollo interregionale d'intesa (2 luglio 1984), firmato dal Presidente della Comunità Todesco e dai Presidenti delle Regioni e della Provincia autonoma di Trento, che costituisce l'AIG (Autorità Interregionale per il Garda, marzo 1988), con il compito di affrontare e risolvere i più rilevanti problemi del territorio gardesano.

### Un ruolo interregionale ed europeo
Le vicende politiche del Paese, le difficoltà amministrative, i mutamenti di classe dirigente e l'espansione di poteri diversi hanno reso assai difficile il compito della Comunità, portandola a gravi difficoltà che esigevano un impegno politico unitario, pur nella difficoltà della situazione e nell'accentramento di potere delle province, a onta delle conclamate tendenze federaliste e autonomiste.
Nell'assemblea del 19 dicembre 2005, viene unanimemente eletto presidente, dopo un'assenza trentennale, l'on. Aventino Frau, che avvia un processo di mutamento che porterà la Comunità del Garda (assemblea straordinaria del 22 ottobre 2008) a trasformarsi in Ente territoriale interregionale, e a impegnarsi fortemente sui seguenti temi:

#### Acque e ambiente
Nella gestione idraulica e nella regolazione dei livelli lacustri, confortata anche dalla delibera numero 9/2002 dell'Autorità di Bacino per il Po, la Comunità è stata costante interlocutore del regolatore (AIPO, Agenzia Interregionale per il fiume Po) e dei vari utilizzatori (Consorzio del Mincio ed Enel).
La Comunità, di fronte alla posizione delle province interessate al Garda espressa nel decreto del Commissario straordinario che prevedeva il possibile ingresso delle acque dell'Adige nel Garda, si è fortemente opposta a tale possibilità, anche mediante ricorsi al TAR del Lazio e al Tribunale Superiore delle acque pubbliche di Roma.
Si sono richiesti a Stato e Regioni quegli interventi strutturali (razionalizzazione e adeguamento del sistema irriguo, opere di canalizzazione delle acque, rivisitazione delle tipologie colturali) che possono risolvere il problema alla radice.
Il problema della qualità delle acque e l'esigenza di dotare il Garda di un istituto limnologico permanente, sul modello di quello del CNR/ISE a Pallanza  Archiviato il 28 marzo 2010 in Internet Archive., hanno portato la Comunità a essere capofila - con altri laghi in Ungheria, Austria e Polonia - e assegnataria del progetto europeo Eulakes (programma "Central Europe").

#### Sicurezza e navigazione
Grazie alla Comunità, il lago di Garda ha ottenuto - unico lago in Italia - il servizio della Guardia Costiera, strumento prezioso per la sicurezza della nautica da diporto e della popolazione turistica.
Il Nucleo Mezzi Navali Guardia Costiera del lago di Garda, inoltre, è stato dotato di una sede stabile e idonea, a Salò, in collaborazione con l'Amministrazione Comunale.
Nell'ambito del Patto della Sicurezza del Garda, la Comunità ha ottenuto il divieto assoluto per i grandi autocarri sulla Gardesana Orientale e l'approvazione del progetto Avviso di burrasca.

#### Navigazione pubblica
Continua lo sforzo della Comunità per una più idonea organizzazione del servizio. La Comunità ha già inoltrato la propria proposta ai competenti assessori regionali per una soluzione gardesana e delle regioni che si affacciano al lago. Ha inoltre effettuato lo studio per la nuova regolamentazione della navigazione da diporto.

#### Sviluppo del territorio
Particolare attenzione è stata riservata ai piani d'area regionali, con l'obiettivo di conseguire uno strumento programmatorio integrato e unitario, un piano d'area generale del Garda.

#### Mobilità alternativa e sostenibile
La Comunità del Garda ha realizzato con i Comuni delle Colline moreniche Cavriana , Guidizzolo , Medole , Monzambano  Archiviato il 2 febbraio 2015 in Internet Archive., Ponti sul Mincio , Solferino  e Volta Mantovana , confinanziato da Fondazione Cariplo un piano generale di indirizzo per percorsi ciclabili e pedonabili: I percorsi ciclabili delle Colline Moreniche .

#### Cultura e comunicazione
La Comunità del Garda ha potenziato la propria struttura interna con la realizzazione di un nuovo portale  e con la realizzazione del progetto del Sistema Culturale del Garda , con il cofinanziamento della Fondazione Cariplo, per la messa in rete di tutte le ville storiche, le pievi e i castelli esistenti sul territorio della Comunità del Garda.
In tempi di dibattito sulla tematica del governo locale, dell'abolizione delle province e della riorganizzazione degli enti locali, la Comunità riceve notevoli richieste di informazione sulla sua natura e sul suo funzionamento da parte di istituzioni locali, in Italia e in Europa, sintomo dell'interesse verso questa forma di coordinamento territoriale.
Il 26 ottobre 2015 è stata eletta Presidente, l'on. avv. Mariastella Gelmini. La prima donna nella storia della Comunità del Garda. Nel 2021 la Presidente Gelmini è stata rieletta all'unanimità fino al 2026.